# بالباي
بالباي (بالقيرغيزية: Балбай)‏ هي قرية تابعة لمنطقة إيسيك كول في قيرغيزستان. بلغ عدد سكانها (2,248) نسمة عام 2009.